# Canopis
Canopis är ett släkte av skalbaggar. Canopis ingår i familjen vivlar.
Kladogram enligt Catalogue of Life:
| Canopis | \| \| Canopis cylindrica \| \| \| \| \| \| Canopis parvirostris \| \| \| \| |
|         | \| \| Canopis cylindrica \| \| \| \| \| \| Canopis parvirostris \| \| \| \| |
|         | Canopis cylindrica                                                          |
|         |                                                                             |
|         | Canopis parvirostris                                                        |
|         |                                                                             |